# Marcos Jiménez de la Espada
Marcos Jiménez de la Espada (Cartagena, 5 de marzo de 1831 - Madrid, 3 de octubre de 1898) fue un zoólogo, explorador y escritor español. Es conocido por participar en la llamada Comisión Científica del Pacífico, la mayor realizada por España en América después de perder la mayor parte de sus territorios de ultramar en este continente, el cual recorrieron Jiménez de la Espada y sus compañeros entre 1862 y 1865. También publicó trabajos sobre Geografía e Historia del continente americano. Fue padre del niponólogo, orientalista y traductor Gonzalo Jiménez de la Espada.

## Formación
Como hijo de funcionario que era, Jiménez de la Espada tuvo que cambiar de residencia varias veces durante su infancia y adolescencia, llegando a cursar el bachillerato en ciudades tan alejadas entre sí como Valladolid, Barcelona y Sevilla.
En 1850 inició la carrera de Ciencias Naturales en la Universidad Central de Madrid, que terminaría cinco años después con el trabajo Los anfibios de Blainville y los batracios de Cuvier forman una clase aparte. El estudio y taxonomía de los anfibios sería un tema recurrente en su quehacer científico posterior.
Dos años antes de terminar la carrera, obtuvo su primer empleo como ayudante en la sección de Historia Natural de la universidad. Sin abandonar esta consiguió otro puesto en 1857, también como ayudante, en el Museo de Ciencias Naturales de la Corte, hoy Museo Nacional de Ciencias Naturales. En ambos casos su labor de investigación (que duró 7 años en estos dos puestos y 43 en otros similares en el mismo museo) se centró en la zoología y la anatomía comparada. Sin embargo, se debe admitir que los puestos que ocupó dentro del Museo no fueron nunca muy importantes (salvo al final de su vida), debido en buena medida a la caída en desgracia de su maestro y director del Museo, Mariano de la Paz Graells, en 1867.

## La Comisión Científica del Pacífico

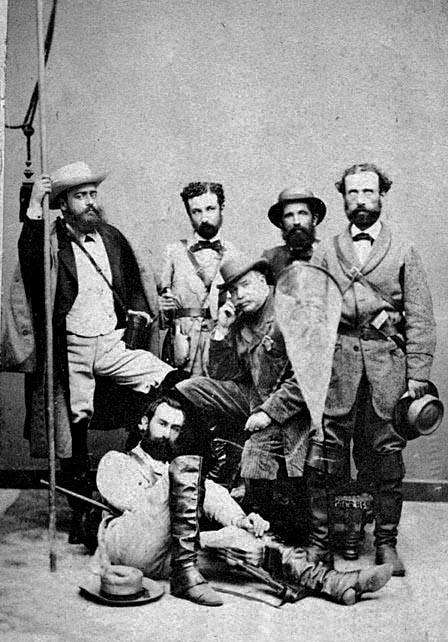
Retrato de los seis naturalistas de la Comisión Científica del Pacífico hecho por Rafael Castro y Ordóñez en Montevideo hacia diciembre de 1862. De pie, y de izquierda a derecha: el antropólogo Manuel Almagro y Vega, el zoólogo Francisco de Paula Martínez y Sáez, el botánico Juan Isern Battló y Carrera, y el entomólogo y geólogo Fernando Amor y Mayor. En el centro el presidente de la Comisión el conquiliólogo Francisco María Paz y Membiela. Sentado en el suelo, en primer plano, el zoólogo Marcos Jiménez de la Espada.

La futura Comisión comenzó a gestarse inicialmente en la corte de Isabel II como una simple operación militar para reforzar la perdida presencia española en las costas americanas del Océano Pacífico, no demasiado diferente de otras intervenciones militares españolas de la misma época en La Española, Marruecos o Indochina. No obstante, influidos por el auge de las expediciones científicas europeas en el resto del mundo (especialmente las del alemán Alexander von Humboldt), los responsables de la operación decidieron darle un nuevo enfoque científico, aunque las actividades de este estarían supeditadas al mando militar. Se esperaba que la llamada Comisión Científica del Pacífico hiciese un completo análisis de la biodiversidad, geografía y antropología del continente americano, como nunca se había hecho hasta entonces. Asimismo sería la mayor expedición científica realizada por España hasta la fecha, en la cual no sólo se documentaría gráficamente, sino que también se recogerían multitud de especímenes, tanto vivos como muertos, que serían destinados al Museo de Ciencias Naturales y al Jardín Botánico de Madrid. Para ello, se eligieron ocho naturalistas, de los que cuatro eran zoólogos. Jiménez de la Espada logró ser uno de ellos gracias a las gestiones de Graells, que lo consideraba su discípulo predilecto.
La expedición partió el 10 de agosto de 1862 del puerto de Cádiz en una escuadra formada por las fragatas Nuestra Señora del Triunfo y Resolución, hizo un par de escalas en las islas Canarias y Cabo Verde, bordeó las costas de Brasil y arribó a Uruguay. Allí la expedición se dividió en dos, una de las cuales se fue tierra adentro hacia el oeste, mientras que la otra (en la que figuraba Jiménez de la Espada) siguió la ruta marítima rodeando la costa sudamericana y atravesando el peligroso Estrecho de Magallanes, para reunirse de nuevo con sus compañeros en Chile. Desde allí la expedición hizo un reconocimiento completo de las costas de Perú, Centroamérica, México y California (con escala incluida en San Francisco), para luego volver de nuevo hacia Perú, donde debía continuar el estudio tierra adentro. Recién llegados allí en marzo de 1864, se encontraron con que estallaba un conflicto entre España y el país andino, que desembocaría en una guerra abierta contra este país y Chile. Incapacitada para desembarcar en la mayor parte de la costa pacífica sudamericana, los mandos militares ordenaron la supresión de la expedición. No obstante, Jiménez de la Espada y otros tres científicos de la Comisión (el joven zoólogo Francisco de Paula Martínez y Sáez, el antropólogo cubano Manuel Almagro y el botánico Juan Isern Battló) se negaron a ello y optaron por seguir la expedición en tierra firme por su cuenta, a pesar de las constantes órdenes en sentido contrario que les llegaban desde España. Comenzaba así el llamado Gran Viaje, durante el cual cruzarían todo el continente sudamericano por su parte más ancha, desde Ecuador a la desembocadura del río Amazonas. El regreso a España del fotógrafo de la expedición al estallar la guerra, Rafael Castro y Ordóñez (primero que se sumaba a una expedición científica), hizo que el testimonio gráfico del Gran Viaje corriese a cargo del propio Jiménez de la Espada, que incluyó en su diario numerosos dibujos de los paisajes que visitó durante la travesía.
Muchos de estos dibujos son de volcanes, por los que parecía sentir una especial atracción que le llevó a escalar cuantos se encontró en el camino. Entre ellos se cuentan el volcán Izalco de El Salvador, visitado durante la primera fase del viaje, y los ecuatorianos Cotopaxi, Sumaco y Pichincha. En este último se perdió durante tres días, pero pudo ser rescatado en el último momento por sus compañeros. Tras cruzar la cordillera andina, llegó con sus compañeros al río Napo, siguió el curso del mismo hasta el Amazonas y desde allí alcanzó el Océano Atlántico. Los cuatro agotados expedicionarios regresaron a España en diciembre de 1865, tras lo cual Jiménez de la Espada se reincorporó rápidamente a sus puestos en el Museo de Ciencias Naturales y la Universidad de Madrid.

## Labor científica y obras

### Zoología

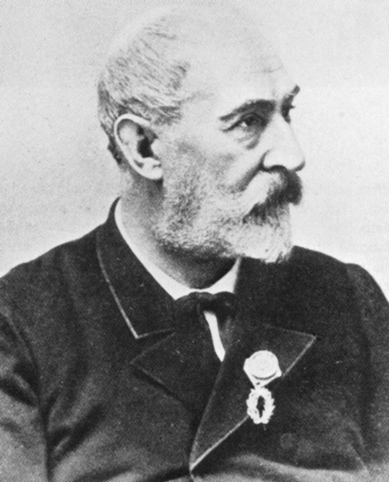
Marcos Jiménez de la Espada en sus últimos años.

Durante toda la aventura americana, Jiménez de la Espada recolectó todo tipo de animales que no sólo estudió, sino que también envió, vivos, a Madrid. Ya antes de embarcarse en la expedición había trabajado varios años en la aclimatación de animales foráneos en el Jardín Botánico de Madrid, todo ello bajo las directrices de Graells. Con la experiencia adquirida entonces, no le fue difícil hacer lo mismo con distintos ejemplares de mamíferos, aves y reptiles que hasta entonces no se habían llevado nunca a Europa, entre ellos algunos tan característicos como la mara o liebre de la Patagonia, el guanaco, el cisne de cuello negro y el cóndor de los Andes. Muchos de los descendientes de estos animales serían cedidos más tarde a diversos jardines zoológicos europeos, lo que le valió a Marcos Jiménez de la Espada la concesión de la medalla de primera clase de la división de mamíferos por parte de la Société impériale zoologique d’acclimatation de Francia, otorgada el 23 de marzo de 1866.
Pasó seis años dedicándose exclusivamente a reordenar y estudiar a fondo los materiales recogidos durante la expedición, que plasmaría en sus obras posteriores. En 1870 publicó el artículo Algunos datos nuevos o curiosos acerca de la fauna del Alto Amazonas. Mamíferos. en el Boletín-Revista de la Universidad de Madrid. Dentro de este describía (entre otros) el aspecto y comportamiento del murciélago Thyroptera albiventer y daba a conocer por primera vez en Occidente los monos Leontocebus graellsi (bautizado así en honor de su maestro) y Leontocebus lagonotus. En 1871 publicó el informe Faunae neotropicales species quaedam nondum cognitae ("Especies de la fauna neotropical desconocidas") en el Jornal de la Academia de Ciencias de Lisboa, y ese mismo año fundó junto con otros colegas la Sociedad Española de Historia Natural, en cuyos anales publicaría buena parte de sus trabajos posteriores.
Ya era un autor de referencia en toda Europa cuando, en uno de estos anales, publicó su mayor obra en el campo de la zoología, Vertebrados del viaje al Pacífico. Batracios. confeccionada tras estudiar de forma exhaustiva los 786 anfibios recolectados durante el viaje. En la obra, publicada en 1875 y reeditada en 1978, describe un total de 18 géneros y especies ya conocidas, así como 2 géneros, 12 especies y 3 subespecies totalmente ignoradas en aquel entonces. En la misma, no sólo describe las especies desde el punto de vista anatómico, sino que también habla de su biología y costumbres. Destaca lo referido a la ranita de Darwin (Rhinoderma darwinii), de la que rebatió la concepción errónea (tenida entonces por cierta) de que daba a luz crías vivas a través de su boca, en lugar de (como él demostró) poner huevos que luego el macho incubaba en su saco bucal. Este complejo estudio se considera, aún hoy, un clásico dentro de la literatura zoológica.
Pero no todo iban a ser éxitos. La disolución gubernamental de la comisión encargada del estudio de los materiales recogidos durante la expedición del Pacífico le privó de muchos de sus especímenes, entre ellos los correspondientes a su colección de mamíferos del Alto Amazonas, que estaba compuesta por animales de 100 especies diferentes, 35 de las cuales aún no descritas y nominadas. Veinte de estos mamíferos fueron descritos posteriormente por naturalistas extranjeros, a partir de ejemplares recolectados en expediciones que tuvieron lugar más tarde. Las trece restantes pudieron ser estudiadas por Ángel Cabrera, discípulo de Jiménez de la Espada, en 8 volúmenes que publicó entre 1900 y 1917. El diario que escribió durante el viaje fue publicado por Agustín J. Barreiro en 1928.

### Geografía, Historia y Antropología
A pesar de encontrarse en el clímax de su prestigio como zoólogo, Jiménez de la Espada aparcó momentáneamente su labor científica y se entregó al estudio de la geografía e historia americana. En 1876 fundó la Sociedad Geográfica de Madrid, y en 1883 entró en la Academia de la Historia. Desde allí dirigió la reedición de las obras de grandes viajeros medievales y modernos como Pero Tafur y el jesuita Bernabé Cobo, y los estudios sobre el Perú prehispánico de Pedro Cieza de León y Bartolomé de las Casas. Entre 1881 y 1897 publicó los 4 volúmenes de su obra Relaciones geográficas de Indias, sobre el antiguo Virreinato del Perú, que le valieron la concesión del premio Loubat de la Academia de la Historia. En 1889 publicó el famoso documento anónimo Epítome de la Conquista del Nuevo Reino de Granada
Participó en los congresos americanistas de Bruselas (1879), Madrid (1881), Turín (1886), Berlín (1888) y París (1890). Su labor en pro de la divulgación de la antigua cultura incaica le valió la concesión de una medalla de oro por parte del Gobierno Peruano. También se le nombró miembro de la Sociedad Berlinesa de Antropología, Etnografía y Prehistoria, de la Real Sociedad Geográfica de Londres y de la Real Academia de Ciencias Exactas, Físicas y Naturales de Madrid. En 1895 accedió a la presidencia de la Sociedad Española de Historia Natural que él mismo había contribuido a fundar.
Curiosamente, no presentó su tesis doctoral hasta abril de 1898, tres meses antes de ser nombrado catedrático de anatomía comparada y seis antes de su muerte. Su fallecimiento truncó el amplio estudio que preparaba sobre la expedición marítima de Alessandro Malaspina en el siglo XVIII. Francisco Giner de los Ríos y otros amigos que había hecho en la Institución Libre de Enseñanza le presentaron como símbolo del regeneracionismo científico español durante una ceremonia de homenaje oficiada tras su muerte.

## Abreviatura (zoología)
La abreviatura Jiménez de la Espada  se emplea para indicar a Marcos Jiménez de la Espada como autoridad en la descripción y taxonomía en zoología.